# Bob de Lange
Jacob Bernard (Bob) de Lange (Rotterdam, 27 oktober 1916 – Laren, 27 december 1978) was een Nederlands acteur en regisseur.

## Levensloop
De Lange begon zijn carrière in de jaren dertig. Zo had hij in 1939 een rol in de Nederlandse speelfilm Morgen gaat 't beter, geregisseerd door Frederic Zelnik.
In 1966 had hij een hoofdrol in de film 10.32. In de jaren zeventig werd hij op latere leeftijd bij het grote publiek bekend door zijn rol als resident Van Oudijck in de televisieserie De Stille Kracht en als opa Quarles van Ispen in de televisieserie Q & Q. Daarvoor had hij echter al faam opgebouwd met diverse andere tv-rollen, onder andere als mr. Stroomkoning in Karakter, Nix Onno Ratsmodee in Kunt u mij de weg naar Hamelen vertellen, mijnheer?, notaris Boulot in Villa des Roses en directeur Boorman in Lijmen. Eerder was hij vooral als toneelacteur actief. In 1961 werd hem de Louis d'Or-penning toegekend. Ook had hij een rol in de TV serie Tussen wal en schip.
Na zijn rol in De Stille Kracht speelde De Lange in een verfilming van een ander Couperus-boek: Van oude mensen, de dingen die voorbijgaan. Zijn laatste rollen waren die van Dick Laan in de film Pinkeltje (1978) en die van dirigent in Erik of het klein insectenboek (1979).
In 1977 publiceerde De Lange herinneringen onder de titel Zo stil als de straten waren de mensen: autobiografische bespiegelingen.
De Lange overleed op 62-jarige leeftijd. Terwijl hij met zijn vrouw op weg was naar Schiphol voor een vakantie in Engeland, kreeg hij een hartaanval. Hij werd naar het Sint Jansziekenhuis in Laren gebracht, maar reanimatie mocht niet baten. Hij werd begraven op de Algemene Begraafplaats aan de Laarderweg in zijn woonplaats Eemnes. Op zijn grafsteen staan dichtregels van Leo Vroman.